# Phyllonorycter hissarella
Phyllonorycter hissarella là một loài bướm đêm thuộc họ Gracillariidae. Loài này có ở Tajikistan.
Ấu trùng ăn Cotoneaster hissarica. Chúng có thể ăn lá nơi chúng làm tổ.